# Ouagadougou
Ouagadougou [vagadúgu], krajše Ouaga, je glavno mesto zahodnoafriške države Burkina Faso. Je njeno največje mesto in gospodarsko, komunikacijsko, kulturno ter univerzitetno središče države.
V njem se nahaja prehrambena in tekstilna industrija. S svetom je povezan preko mednarodnega letališča, ki leži jugozahodno od njega. Cesta ga povezuje z Niameyem, glavnim mestom Nigra, poleg tega pa je z železnico preko jugozahodno ležečega mesta Bobo - Dioulassa povezan s sosednjo Slonokoščeno obalo in Abidjanom.

## Geografija
Mesto leži v samem centru države (12.4ºN, 1.5ºW) v provinci Kadiogo, katere glavno mesto je.

## Zgodovina
Mesto Ouagadougou je bilo osnovano v 11. stoletju okoli osrednje naselbine Kombemtinga (zemlje vojščakov). Leta 1441 je postal glavno mesto Mosijskega imperija. Sedanje ime je dobil ob francoski zasedbi ozemlja leta 1896 in postal glavno mesto pokrajine. Leta 1919 se je združil s sosednjimi ozemlji v francosko kolonijo Zgornjo Volto (Haute-Volta). Leta 1960, ob razglasitvi neodvisnosti Gornje Volte, je postal Ouagadougou njeno glavno mesto.